# Szeldzsuk-dinasztia

A Szeldzsuk Birodalom kiterjedése 1092-ben

A Szeldzsuk-dinasztia egy, az oguzokból kivált törzs(szövetség) vezető dinasztiája volt, amelyik a dinasztiaalpító Szeldzsuk nevét adta a törzsszövetségnek, amelyet egyszerűen szeldzsukok vagy szeldzsuk törökök (törökül Selçuklular; perzsául سلجوقيان Szaldzsúkiján; arabul سلجوق Szaldzsúk, vagy السلاجقة asz-Szaládzsika) néven emlegetünk. A szeldzsukok Közép-Ázsiából vándoroltak a mai Irán területére.
Szeldzsuk volt nagyapja a Nagyszeldzsuk Birodalmat (1037–1194) megalapító I. Tugrulnak. Birodalmuk legnagyobb kiterjedése idején a Pamírtól a Földközi-tengerig terjedt. Közép-Ázsia és a Közel-Kelet egyes területeit uralták a 11. századtól a 14. századig.

## Történetük

### A Szeldzsuk Birodalom
A manzikerti csata során 1071. augusztus 26-án az Alp Arszlán vezette szeldzsuk erők katasztrofális vereséget mértek a Bizánci Birodalomra. Még IV. Rómanosz császár is fogságba esett.
Alp Arszlán utódja, Maliksáh uralkodása alatt két perzsa vezír, Nizám al-Mulk és Tádzs al-Milk vezetésével a szeldzsuk állam kiterjesztette határait egészen Kínáig és a Bizánci Birodalomig. Amikor Malík Sáh 1092-ben meghalt, a birodalom széthullott mert a sah testvére és négy fia nem tudtak megegyezni a birodalom felosztásán. 1118-ban Ahmad Szandzsár, a harmadszülött, átvette a birodalom irányítását, mert nem volt megelégedve a neki kiosztott örökséggel. Testvérei nem ismerték el uralkodónak, és II. Mehmed szultánná nevezte ki magát Bagdadban. Szandzsárt elfogták és 1153-tól 1156-ig török nomádok tartották fogva. Egy évvel később meghalt.
Maliksáh halála után többször is megkísérelték egyesíteni a szeldzsuk birodalmat. Egy rövid ideig III. Toğrül uralkodott az összes szeldzsuk fölött kivéve az anatóliai régiót. 1194-ben Ala ad-Dín Tekis, Hvárezm Birodalom uralkodója legyőzte Togrult és a szeldzsuk birodalom összeroppant. Egyedül az anatóliai szultanátus maradt fenn. A 13. században a dinasztia hanyatlásnak indult, 1260-as években Ázsiából érkező törzsek kis emirátusokra (beylik) darabolták a területet. Az egyik törzs, az oszmán végül kiemelkedett és meghódította a többit.

### Utódállamok
A birodalom széthullása után, romjain utódállamok jöttek létre, amelyek közül a nyugati, Bizánccal határos területek szeldzsuk török államalakulata mint Ikóniumi Szultánság (Rúmi Szultánság vagy Rüm szeldzsuk török állam, illetve „anatóliai szeldzsukok”) vált ismertté, elsősorban Konya (Ikónium) központtal.
A 13-14. század fordulóján egy Oszmán nevű törzsfő, maga köré gyűjtve a kóborló török szabadcsapatokat, egyre nagyobb hatalomra tett szert, és szolgálataival önálló fejedelemséget érdemelt ki a rúmi szultántól. Kis-Ázsia szeldzsuk fennhatósága megindította azt a folyamatot, amelynek során a későbbiekben létrejöhetett az Oszmán Birodalom.
A szeldzsukok leszármazottainak tartják a mai nyugati törököket (Törökország, Azerbajdzsán, Türkmenisztán).